# 莫虚光
莫虚光（1926年—），字信宜，男，侗族，广西三江人，中华人民共和国政治人物，曾任广西壮族自治区政协副主席。